# Szuflada Dolna
Szuflada Dolna – jaskinia w Dolinie Małej Łąki w Tatrach Zachodnich. Wejście do niej znajduje się w Kominie Flacha, w pobliżu jaskini Szuflada Górna, na wysokości 1762 m n.p.m. Długość jaskini wynosi 14 metrów, a jej deniwelacja 5,5 metra.

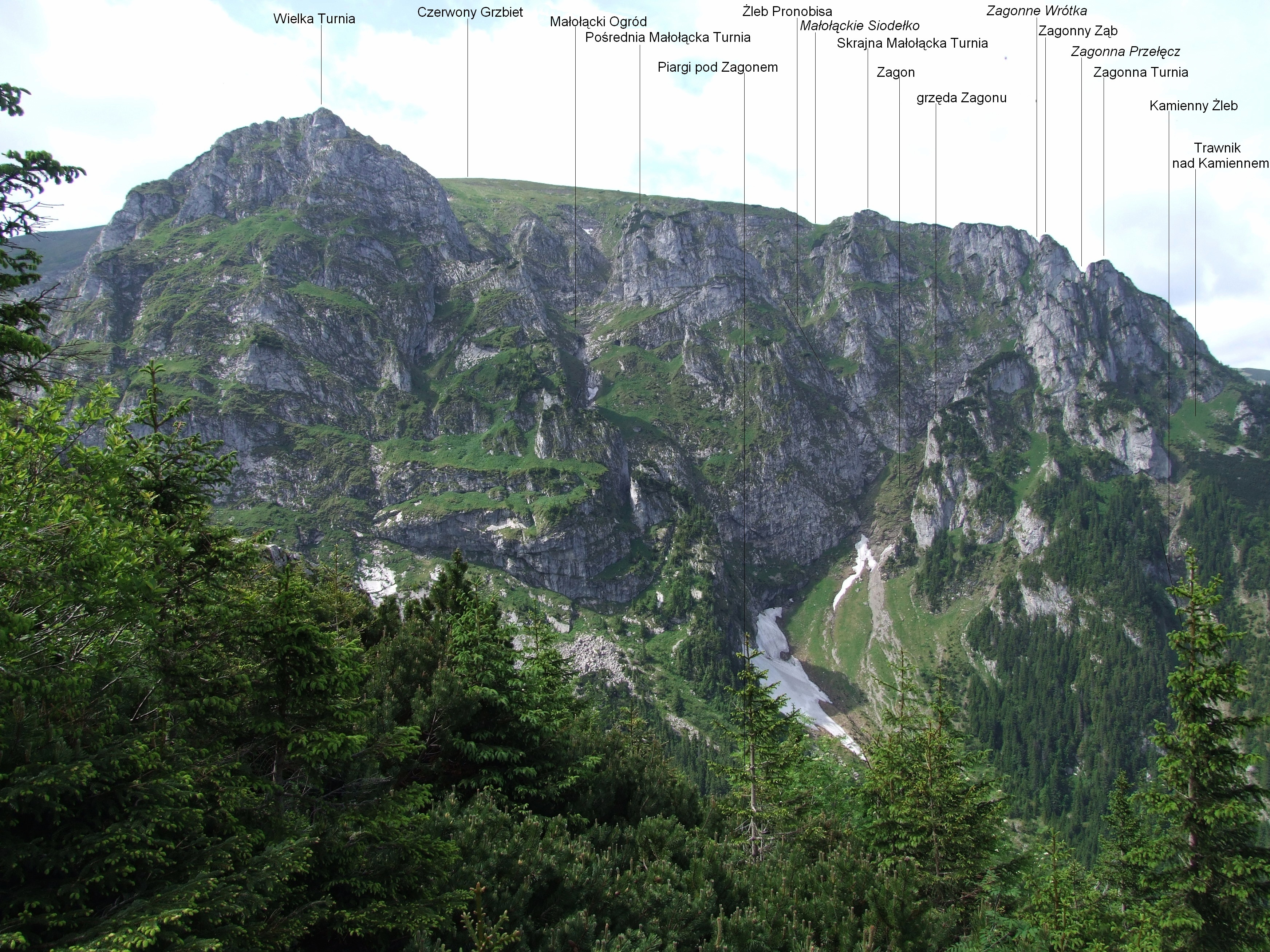
Komin Flacha poniżej Małołąckiego Ogrodu

## Opis jaskini
Jaskinię stanowi korytarz zaczynający się pochylnią przy niewielkim otworze wejściowym, a kończący małą salką. Z salki odchodzi 4-metrowy kominek oraz ciasny, krótki korytarzyk.

## Przyroda
W jaskini występują polewy naciekowe. Ściany są mokre, brak jest na nich roślinności.

## Historia odkryć
Jaskinia została odkryta we wrześniu 1997 roku przez D. Lermera ze Speleoklubu Warszawskiego.